# Cătălin Ivan
|  | Dieser Artikel wurde auf den Seiten der Qualitätssicherung des Projektes Politiker eingetragen. Hilf mit, ihn zu verbessern, und beteilige dich an der Diskussion! |

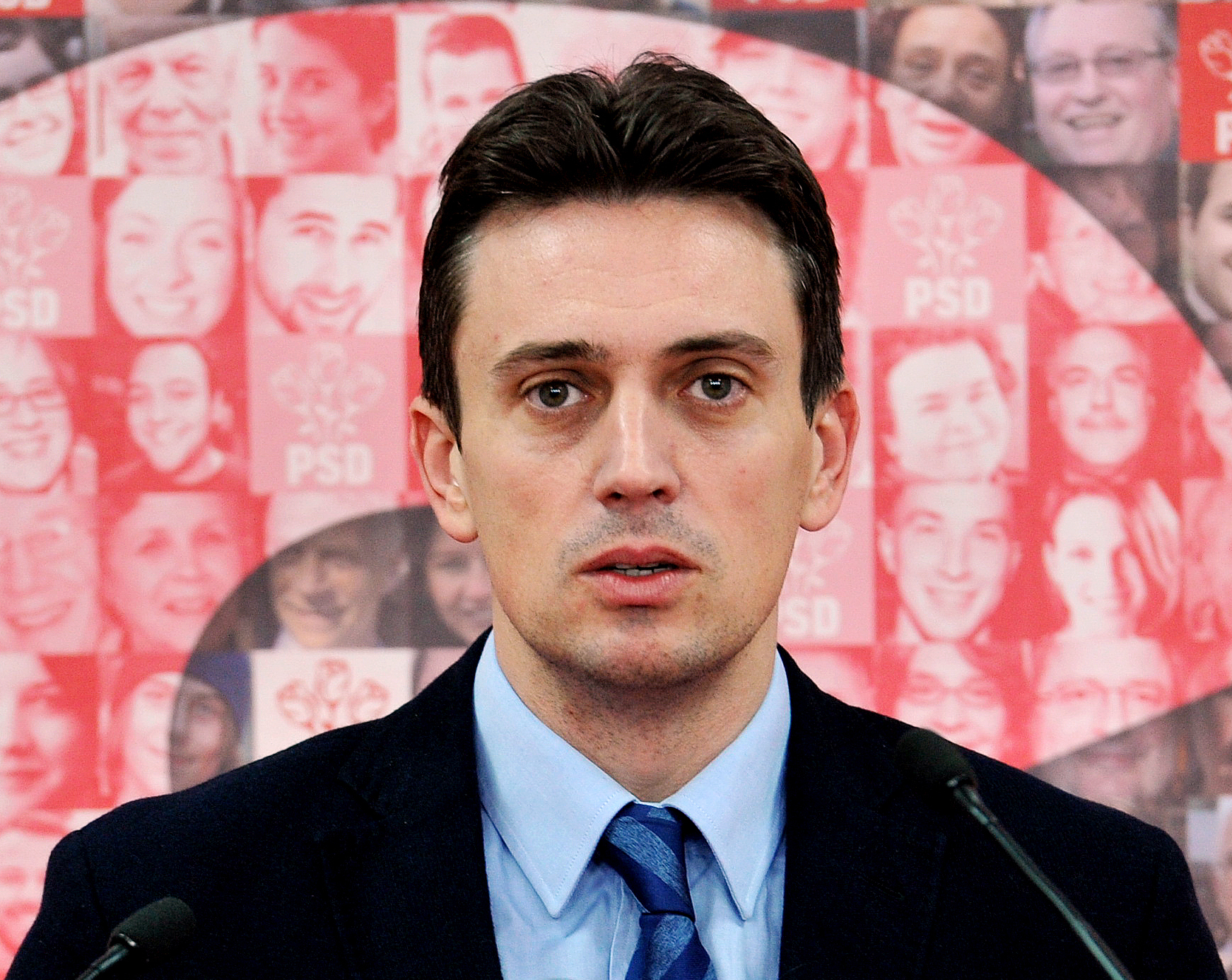
Cătălin Ivan (2013)

Cătălin Sorin Ivan (* 23. Dezember 1978 in Galați) ist ein rumänischer Politiker der Partidul Social Democrat.

## Leben
Ivan ist seit 2009 Abgeordneter im Europäischen Parlament.